# Карл фон Лине
Карл фон Лине (лат. Carolus Linnaeus, швед. Carl von Linné; Росхулт, 23. мај 1707 — Хамарби, 10. јануар 1778) био је шведски природњак, научник и академик. Познат је као „отац таксономије“, а такође се сматра и једним од „очева модерне екологије“. Оснивач је систематике, биолошке дисциплине. Увео је биномијалну номенклатуру, по којој се назив сваке врсте састоји из две речи — назива рода и описа врсте, а сва научна имена живих бића која је он дефинисао имају уз назив рода и врсте скраћеницу L. која означава да им је име дао сам Лине. Овај шведски природњак је дао и научно име људској врсти — Homo sapiens — и класификовао је у ред Primates. Линеов хијерархијски систем, односно рангирање од вишим ка нижим таксонима (раздео — класа — ред — фамилија — род — врста) и обрнуто, остао је непромењен до данас.
Лине је рођен у унутрашњости Смоланда, у јужној Шведској. Већину свог високог образовања стекао је на Универзитету у Упсали, а почео је да држи предавања из ботанике око 1730. године. Живео је у иностранству између 1735. и 1738. године, а потом се вратио у Шведску, где је постао професор медицине и ботанике. Четрдесетих година 18. века, послат је на неколико путовања кроз Шведску да пронађе и класификује биљке и животиње. Педесетих и шездесетих година истог века, наставио је да прикупља и класификује животиње, биљке и минерале, те је објавио неколико томова. У време своје смрти, био је један од најпризнатијих научника у Европи.
Био је оснивач природњачког музеја у Упсали, први председник Шведске академије наука, члан Француске академије наука, као и других научних друштава и академија.

## Биографија

### Детињство и образовање
Рођен је 23. маја 1707. године, у провинцији Смоланд у јужној Шведској. Његов отац, Нилс Ингемарсон Лине, био је и страствени вртлар и лутерански свештеник, а Карл је показао заинтересованост према биљкама и њиховим именима већ у раном узрасту. Карл је, на неки начин, разочарао своје родитеље не показујући ни способности ни жеље за свештенство, али његова породица се донекле утешила када је 1727. године уписао Универзитет у Лунду и почео да студира медицину. Годину дана касније, пребацио се на Универзитет у Упсали, тада најпрестижнији универзитет у Шведској; међутим, медицинске установе на том универзитету су биле занемарене и запуштене. Већину времена у Упсали, Лине је провео радећи оно што је највише волео — прикупљање и проучавање биљака. У то време, ботаничка обука је била саставни део медицинског програма, јер је сваки лекар морао бити способан да припреми и пропише лекове добијене из лековитих биљака. Упркос томе што је био у тешким финансијским тешкоћама, Лине је успео да 1732. године организује ботаничку и етнографску експедицију у Лапонију. Године 1734, организовао је још једну експедицију у централној Шведској.
Лине је 1735. године отишао у Холандију, у кратком временском периоду стекао медицинску диплому на Универзитету у Хардервајку, а потом се уписао на Универзитет у Лајдену ради додатних студија. Исте године, објавио је прво издање његове класификације живих бића, „Систем природе“ (лат. Systema Naturæ).. Током ових година, срео је и дописивао се са цењеним европским ботаничарима, те наставио да развија своју шему класификације. Вративши се у Шведску 1738. године, вежбао је медицину — специјализовао се за лечење сифилиса — и предавао у Стокхолму, пре него што му је 1741. године у Упсали додељена професорска титула.

### Каријера и породица
Када се Лине вратио у Шведску 28. јуна 1738. године, отишао је у Фалун, где се верио са Саром Елизабет Мореа. Три месеца касније, преселио се у Стокхолм како би нашао посао лекара, те тако омогућио услове за стварање породице. Лине је пронашао покровитеља, упознао се са грофом Карлом Густавом Тесином, који му је помогао да добије посао као лекар у Министарству ратне морнарице. За то време у Стокхолму, Лине је помогао у оснивању Краљевске шведске академије наука, те је постао њен први председник, а изабран је жребањем.
Након што су му се финансије побољшале, те постала довољне за стварање породице, добио је дозволу да се ожени својом вереницом, Саром Елизабет Мореа. Њихово венчање је одржано 26. јуна 1739. године, а седам месеци касније, Сара родила свог првог сина, Карла. Две године касније, добили су ћерку коју су назвали Елизабет Кристина, а наредне године Сара је родила Сару Магдалену, која је умрла након само 15 дана живота. Сара и Лине ће касније имати четворо деце — Ловису, Сару Кристину, Јоханеса и Софију.
У Упсали је обновио универзитетску ботаничку башту те уредио биљке према његовом систему класификације, направио још три експедиције у различитим деловима Шведске и инспирисао генерације студената. Године 1750, Лине је постао ректор Универзитета у Упсали, са чиме почиње период у којем природне науке постале поштоване. Највероватније његов најважнији допринос за време проведено Упсали јесте време које је провео подучавајући студенте, а многи од њих отпутовали су у разна места на свету, како би прикупљали ботаничке узорке — укупно деветнаест њих је отишло на различите експедиције. Лине је своје најбоље студенте називао „апостолима“, а његов најпознатији ученик, Данијел Соландер, био је природњак на првом путовању око света капетана Џејмса Кука, те је у Европу донео прве колекције биљака из Аустралије и Јужног Пацифика. Линеова предавања била су веома посећена и често их је одржавао у Ботаничкој башти. Покушао је да научи студенте да мисле својом главом и не верујем никоме, чак ни њему. Од његових предавања, једино су популарније биле ботаничке екскурзије одржаване сваке суботе током лета, где су Лине и његови студенти истраживали флору и фауну у близини Упсале.
Пре Линеа, именовања врста варирало је од научника до научника. Многи биолози давали су врстама дуга описна имена, гломазне латинске називе, тако да научници када су поредили два описа неке врсте нису могли да са сигурношћу тврде који организми се помињу. Потреба за ефективним именовањем постала је већа, након што је огроман број биљака и животиња донесен у Европу из Азије, Африке и Америке. Након експериментисања са разним алтернативама, Лине је поједноставио именовање означавајући род једним латинским именом, а врсту једним придевом — та два имена чине име врсте биномијалним (лат. binomen — „два имена“). Овај биномијални систем брзо је постао стандардни систем за именовање врста. Најстарија имена биљака, која се и данас користе, објављена су у књизи „Врсте биљака“ (лат. Species Plantarum) из 1753. године, док су најстарија имена животиња она која се налазе у десетом издању „Система природе“ (лат. Systema Naturæ) из 1758. године. Иако Лине није био први који је користио биномијална имена, био је први који их је користио доследно, и из тог разлога, латински називи које су природњаци користили пре Линеа, обично се не сматрају важећим по правилима номенклатуре.

### Последње године и смрт
Лине је разрешен свих дужности у Шведској краљевској академији наука 1763. године, али је наставио да ради тамо још више од десет година након тога. Поднео је оставку на место ректора Универзитета у Упсали у децембру 1772. године, углавном због лошег здравственог стања.
Током последњих година живота, Лине се доста мучио и борио са болестима. Године 1764, боловао је од болести која се звала „упсалска грозница“, добио је ишијас 1773. године, а следеће године доживео је мождани удар који га је делимично парализовао. Претрпео је други мождани удар 1776. године, изгубио контролу над десном страном тела, те остао лишен меморије; иако је још увек био у стању да се диви својим радовима, није могао да се препозна као њихов аутор.
У децембру 1777. године, доживео је још један мождани удар, који га је знатно ослабио, што је на крају довело до смрти 10. јануара 1778. године у Хамарбију. Упркос жељи да буде сахрањен у Хамарбију, дана 22. јануара је сахрањен у упсалској катедрали.
Линеова библиотека и збирка радова су остављене његовој удовици Сари и њиховој деци. Енглески ботаничар, Џозеф Бенкс, хтео је да купи заоставштину, али је син Карл то одбио, те преселио збирку у Упсалу. Међутим, 1783. године Карл је умро, а Сара наследила збирку, пошто је надживела и мужа и сина. Сара је покушала да збирку прода Бенксу, али он више није био заинтересован; међутим, један његов познаник пристао је да купи исту. Тај познаник је био двадесетчетворогодишњи студент медицине, Џејмс Едвард Смит, који је купио целу збирку од 14.000 биљака, 3.198 инсеката, 1.564 шкољки, око 3.000 писама и 1.600 књига. Пет година касније, Смит је основао „Линеово друштво у Лондону“. Презиме Фон Лине окончано је са сином Карлом, који се није никада оженио, а његов други син, Јоханес, умро је у доби од 3 године.

## Објављивање
Један од првих научника са којима се Лине састао у Холандији био је Јохан Фредерик Гроновиус, којем је Лине показао један од неколико рукописа које је донео са собом из Шведске. Рукопис је описивао нови систем класификације биљака. Када га је Гроновиус видео, био је врло импресиониран и понудио да помогне око плаћања штампања. Уз додатни новчани допринос шкотског доктора Исака Лосона, рукопис је објављен као Systema Naturae (1735).
У Холандији се упознао и с једним од најугледнијих лекара и холандских ботаничара Херманом Бургавеом, који је покушао да убеди Линеа да тамо гради каријеру. Бургаве му је понудио пут у Јужну Африку и Америку, али је Лине одбио, наводећи да не би поднео врућине. Уместо тога, Бургаве га је уверио да треба посетити ботаничара Јоханеса Бурмана. Након посете, Бурман, импресиониран знањем његовог госта, одлучио је да Лине треба да остане с њим током зиме. Током тог боравка, Лине је помогао Бурману у раду на Thesaurus Zeylanicus. Бурман је заузврат помогао Линеу у раду на књигама: Fundamenta Botanica и Bibliotheca Botanica.

## Ректор Универзитета у Упсали
Године 1750, Лине је постао ректор Универзитета у Упсали, почевши тако стваралачки период тамо где су цењене природне науке. Можда је најважнији допринос који је дао током свог службовања у Упсали био предавачки; многи његови ученици отпутовали су у разна места у свету да прикупљају ботаничке узорке. Најбоље од тих студената, Лине је прозвао својим „апостолима“. Његова предавања су била врло популарна и често су одржавана у Ботаничком врту. Покушао је научи студенте да мисле својом главом и не верују никоме, ни њему. Још популарније од предавања, биле су ботаничке екскурзије, које су организоване сваке суботе током лета, када су Лине и његови ученици истраживали флору и фауну у близини Упсале.

## 
Philosophia Botanica, Лине је објавио 1751. Књига садржи комплетан преглед система таксономије коју је користио у својим ранијим радовима. Такође садржи информације и о томе како се води дневник рада и запажања на путовањима и како да се одржава ботанички врт.
У Линеово време, било је нормално за жене више класе да имају дојиље за своје бебе. Лине се придружио кампањи за окончање ове праксе у Шведској и промовисао је дојење мајке. Тако је 1752. објавио тезу уз Фредерика Линдберга, лекара-студента, на основу својих искустава. У традицији тог периода, ова дисертација је у суштини имала смисао председавајућег рецензента (prases) за излагање које је имао студент. Линеова 'дисертација' је преведена на француски језик (Ј. Е. Гилиберт) у 1770. као La Nourrice marâtre, ou disertacija sur les apartmana funestes du nourrisage Mercenaire. Лине је предложио да би деца могла апсорбовати личност својих дојиља кроз млеко. Дивио се пракси бриге о деци код Лапонаца и нагласио како су им здраве бебе, у односу на оне Европљане који су запослили дојиље. Поменуо је и поређење са понашањем дивљих животиња и нагласио како ниједна од њих не ускраћује новорођенчади мајчино млеко. Мислио је да је његов активизам одиграо улогу у његовом избору термина Mammalia за класу организама.
Лине је објавио и Species Plantarum, рад који је сада међународно прихваћен као полазиште модерне ботаничке номенклатуре, у 1753. Први том је издат 24. маја, а други том следи 16. августа исте године. Књига садржи 1.200 страница и објављена је у два тома; описано је преко 7.300 врста. Исте године краљ га је прогласио витезом Реда поларне звезде; Био је први цивил у Шведској који је постао витез у овој области. Он је тада ретко виђан да не носи ознаке части.

## Главне публикације
- је штампана у Холандији, 1735. Рад је имао дванаест страница. До тренутка када је достигла своје 10. издање, 1758, та класификација је обухватила 4.400 врста животиња и 7.700 врста биљака. У њој су углавном кориштена, за то време, гломазна имена, као што су Physalis annua ramosissima, Ramis angulosis glabris, Foliis dentato-serratis. Допуњена су концизном и сада познатом „биномиалном номенклатуром“, састављеном од генеричкиог назива, уз који следи одређујући епитет, као нпр. Homo sapiens. Друга (придевска) ознака је служила као 'опис врсте (=разуимни, умни). Имена и садржај виших категорија су грађена и распоређена на једноставан и уредан начин. Иако је систем, сада познат као биномијална номенклатура деломично био развијен (види: браћа Гаспард Баугин и Јохан Баугин) скоро 200 година раније, Лине је био први који га користи доследно у целом раду, укључујући моноспецијске родове, а може се рећи да је то дефинитивно популарисао у научној заједници.

Након слабљења здравља, Лине, у раним 1770-тим годинама, објављивање издања Systema Naturae у два различита правца. Помаже да још један шведски научник, Јохан Андреас Мари, одвојено издаје секцију Regnum Vegetabile (1774), као Sistema Vegetabilium, збуњујуће означену као 13. издање. У међувремену се 13. издање читавог Sistema појавило и у деловима, између 1788. и 1793. То је био преко Systema Vegetabilium da Linnaeus, па је Линеов рад постао познат у и у Енглеској, након његовог превода са латинског, који је приредило Ботаничко друштво Личфилд (1783—1785).
Остала главна Линеова дела су:
- (1735);
- (1736);
- (1737);
- (1737)
- (1738)
- (1738)
- (1751)
- (1753)
- (1753)

-{
Philosophia Botanica}- (1751) је резиме Линеових размишљања о класификацији и номенклатури биљака, као и претходно објављеног рада у Fundamenta Botanica (1736) и Critica Botanica (1737). Остале публикације чине део његовог плана за реформу темеља ботанике, а укључују његове Classes Plantarum и Bibliotheca Botanica: све су штампане у Холандији (као и Genera Plantarum (1737) и Systema Naturae (1735), а Philosophia је истовремено објављена и у Стокхолму.

## Линеовска таксономија
Главни Линеов допринос науци је успостављање универзално прихваћених конвенција за именовање организама, јер његова таксономија представља полазиште савремене двочлане номенклатуре. Током 18. века шире се знања из природне историје, када је Лине развио оно што је постало познато као Линеовска таксономија; систем научне класификације се сада широко користи у свим биолошким наукама. Претходни зоолог Румфус (1627–1702) у овој области је саставио класификациони систем, који је био, више или мање, приближан Линеовом, а његови материјали су допринели каснијем развоју биномне научне класификације по Линеу.
Линеов систем класификовања природе унутар хијерархије угњежђења, почива на три царства. Царства су била подељена у класе, а оне у редове, а одатле у родове, који су били подељени у врсте. Испод ранга врсте понекад је препознавао ниже таксоне (неименованог) ранга. Они су у међувремену добили стандардизирана имена као што су сорта у ботаници, раса у зоологији. Модерна таксономија укључује и ранг породица (између реда и рода), а ранг rаздео између царства и класе, који нису биле присутни у Линеовом оригиналном систему.
Линеове групе су засноване на заједничким физичким карактеристикама, а не само на разликама. Од његових већих група, и даље су у употреби само оне за животиње, а њихово груписање само је значајно променило концепцију, као што су начела на којим је базирано. Ипак, Лине је заслужан за успостављање идеје о хијерархијској структури класификације која се заснива на уоченим карактеристикама и поштовању природних односа. Иако су се подразумевајући детаљи у вези са оним што се сматра да су научно „уочљиве карактеристике“ променили са ширењем знања (на пример, секвенцирање ДНК, које је било недоступно у Линеово време, показала се као средство и значајан алат за класификацију живећих организама и успостављање њихових еволуцијских веза и односа), основни принцип је оставио свој траг.

## Поглед на човечанство
Према немачком биологу Ернст Хекелу, питање човековог порекла је отворено у Линеовим делима. Помогао је будућа истраживања у области природних наука о човеку, описујући људе баш као што је описао било које друге животиње или биљке.

### 
Почињући прво издање Systema Naturae, Лине је класификовао људе међу примате (како су касније названи). Током боравка у Хартекампу, имао је прилику да испита неколико мајмуна и истакао сличности између њих и човека. Нагласио је да у основи имају исту анатомију, а изузев говора, није нашао друге разлике. Frängsmyr et al. (1983) цитирају Линеа, објашњавајући да су стварне разлике нужно одсутне из његовог система класификације, ако то нису биле морфолошке карактеристике: „Ја добро знам шта је сјајно велика разлика која постоји [између] човека и бештије (дословно, „звер“, то јест, нељудска животиња) кад их гледам из угла моралности. Човек је животиња за коју је Креатор видео да се уклапа у част с таквим величанственим умом и подразумевајуће усвојеним способностима које га припремају за племенитији живот“, међу којима Лине наводи значајан капацитет за уочавање узрока, као и разликовање карактеристика људи.
Овај део Линеове класификације је претрпео критику других, тада познатих биолога, као што су Јохан Готшалк Валеријус, Јаков Теодор Клејн и Јохан Георг Гмелин на темељу тога да је нелогично да се човек опише као „човеколики“.
Остали који следе су били склонији давању људима посебног места у класификацији. Јохан Фридрих Блуменбах је у првом издању своје књиге Manual of Natural History (1779), предложио да се примати поделе у Quadrumana (четворуки, односно репати и безрепи мајмуни) и Bimana (дворуки, односно људи). Ово су преузели и неки други угледни природњаци, пре свих Жорж Кивје. Неки су подигли разлику чак на ниво реда. Међутим, многа заједничка обележја људи и других примата – а посебно великих мајмуна – јасно је показала да разлике немају научни смисао. Чарлс Дарвин је у Пореклу човека...1871. написао:
Већи број природњака који узимају у обзир целу структуру човека, укључујући и његове менталне способности, прати Јохана Фридриха Блуменбаха и Жоржа Кивјеа, те су стављили човека у посебан ред, под насловом Bimana, а самим тим и на једнакост с редовима Quadrumana, Carnivora, итд. Многи наши недавни најбољи природњаци су понављали онај поглед које је први предложио Лине, а који је тако изванредан у својој мудрости, и ставили човека у исти ред са Quadrumana, под називом Primata. Правда овог закључка ће бити приложена: на првом месту, морамо имати на уму компаративне безначајности развијености мозга код човека, за класификацију и да је снажно обележена разлика између лобање човека и Quadrumana (у задње време инсистира Теодор Лудвиг Вилхелм Бисхоф, Кристоф Теодор Аебиy, и други), очигледно произлазе из њиховог различито развијеног мозга. На другом месту, морамо имати на уму да су скоро све друге и важније разлике између човека и Quadrumana очигледно по својој природи адаптацијске, а односе се углавном на усправан положај човека; као што је структура руку, стопала, и карлице, закривљеност кичме, и положај главе.
Показало се да су, у том погледу, теолошки проблеми двоструки: прво, сврставање човека у исти ниво као и репатог или безрепог мајмуна ће смањити његов духовно виши положај, за који човек претпоставља да се налази у великом ланцу бића, и друго, зато што Библија каже да је човек створен на слику Бога (теоморфизам). Ако репати/безрепи мајмуни и људи нису били јасно и засебно створени, то би значило да су и они настали у лику Бога. То је нешто што многи нису могли прихватити. Сукоб између погледа на свет, још увек траје, контроверза стварање-еволуција, озбиљно је почео са објављивањем књиге Порекло врста... Чарлса Дарвина, 1859.
Након такве критике, Лине је сматрао да је потребно да се јасније одреди. У 10. издању Systema Naturae је представио нове термине, укључујући и Mammalia и Primati, од којих се потоњи може заменити са Anthropomorpha, а људима је дао пуно биномијално име Homo sapiens. Нова класификација добила је мање критика, али многи природни историчари су и даље веровали да је деградирао људе са њиховог бившег места владара над природом, а тога није било. Лине је веровао да човек биолошки припада животињском царство и морао је бити у њега укључен.